# Первоначальное лицо
Первоначальное лицо — понятие чань-буддизма (дзэн), обязанное своим происхождением гунъань (коану) Хуэй-нэна: «Каким было твоё первоначальное лицо прежде твоего рождения?»
Этот вопрос, как и многие другие в ряде коанов, нацелен на обнажение, разотождествление сознания от предметов, феноменов, концепций, определяемых линейной причинно-следственной логикой существования (во времени), и на раскрытие корня этого существования. Процесс рефлексии над этим коаном подобен обратному ходу биологического онтогенеза и филогенеза: вопрошающему, в попытке прозрения себя в кругах перерождений и в поисках меж тем природы Будды, зачастую приходится отождествлять себя с животными, растениями, потом камнями и т. п. для того, чтобы избавиться от текущей телесной иллюзии и привязанности к ней. Однако это может приводить к порождению ещё больших заблуждений, поскольку не выходит за пределы лишь умственных возможностей. Умэнь Хуэйкай, например, после поучения против подобной морфологии множественных образов (как внутреннего диалога лживых масок) приводит в «Заставе без ворот» (критическому обозрению 48 известных коанов) следующий стих:
Есть ищущие Путь, не ведающие подлинного лика, Ведь они считают истинным лишь свой собственный ум.
	 Это сознание - корень жизни и смерти в круговороте кальп.
	 А невежды называют его изначальным человеком.
Считается, что символом первоначального лица является круг энсо.